# Čížkov (ort i Tjeckien, Plzeň)
Čížkov är en ort i Tjeckien.   Den ligger i regionen Plzeň, i den västra delen av landet, 80 km sydväst om huvudstaden Prag. Čížkov ligger 584 meter över havet och antalet invånare är 606.
Terrängen runt Čížkov är platt åt sydost, men åt nordväst är den kuperad. Runt Čížkov är det ganska glesbefolkat, med 34 invånare per kvadratkilometer. Närmaste större samhälle är Nepomuk, 9,4 km sydväst om Čížkov. Omgivningarna runt Čížkov är en mosaik av jordbruksmark och naturlig växtlighet.